# Unterbrochene Melodie
Unterbrochene Melodie (Originaltitel: Interrupted Melody) ist ein biographischer Film aus dem Jahr 1955 über den Kampf der australischen Opernsängerin Marjorie Lawrence mit Kinderlähmung. Die Regie führte Curtis Bernhardt, die Hauptrollen spielten Glenn Ford, Eleanor Parker  und Roger Moore.

## Handlung
Der Traum der Australierin Marjorie Lawrence ist es, eine große Opernsängerin zu werden. Um diesen Traum zu verwirklichen, geht sie nach Paris und studiert Gesang. Dort wird sie nach einem grandiosen Auftritt entdeckt und steigt an der Metropolitan Opera in New York City zu einem Weltstar auf. Schon bald aber erkrankt sie schwer an Kinderlähmung und muss fortan im Rollstuhl sitzen. Doch durch den Zuspruch, den sie durch ihren Mann und ihre Verwandten erfährt, verliert sie die Hoffnung nicht und beginnt eine zweite Karriere.

## Hintergrund
Der Film basiert auf der 1949 erschienenen Autobiografie Interrupted Melody von Marjorie Lawrence. Als die Verfilmung im Gespräch war, kündigte sie der Presse an, den Gesangspart übernehmen zu wollen, stattdessen wurde aber Eileen Farrell für die Gesangsszenen engagiert. Lawrence kritisierte den Film später als "unwahr" gegenüber ihrem Leben.
Der Film spielte an den US-Kinokassen ungefähr 1,8 Millionen Dollar ein.

## Musik
Eileen Farrell lieh Eleanor Parker in den Gesangsszenen ihre Stimme.
Der Soundtrack wurde am 20. September 1955 veröffentlicht und enthält folgende Stücke:
01. Walzer der Musette (aus La Bohème)
02. Habanera (aus Carmen)
03. Finale Act 1 (aus Il trovatore)
04. One Fine Day (aus Madama Butterfly)
05. Seguidilla (aus Carmen)
06. Inmolation Scene (aus Götterdämmerung)
07. My Heart At the Sweet Voice (aus Samson et Dalila)
08. Over the Rainbow (aus Der Zauberer von Oz)
09. Voi Che Sapete (aus Die Hochzeit des Figaro)
10. Medley: Anchors Aweigh
11. Auszüge aus Tristan und Isolde

## Kritik
„Gefühlsbetonte, manchmal allzu sentimentale Unterhaltung, interessant vor allem wegen der hervorragenden Gesangseinlagen.“

„Nicht seit Columbias One Night of Love seinen Auftritt auf der Leinwand machte, vor etwa 20 Jahren, hat es solch eine völlig befriedigende Mischung aus großer Oper mit einer zärtlichen Liebesgeschichte im Film gegeben, wie in der MGM-Produktion Unterbrochene Melodie.“

## Auszeichnungen
Oscarverleihung 1956
Gewonnen
- Oscar/Bestes Originaldrehbuch (William Ludwig)

weitere Nominierungen
- Oscar/Beste Hauptdarstellerin (Eleanor Parker)
- Oscar/Bestes Kostümdesign (Helen Rose)